# 1998 OE7
1998 OE7 är en asteroid i huvudbältet som upptäcktes den 28 juli 1998 av Beijing Schmidt CCD Asteroid Program vid Xinglong-observatoriet.
Asteroiden har en diameter på ungefär 5 kilometer